# Bruno Rosada
Bruno Rosada (Venezia, 2 marzo 1936 – Venezia, 21 novembre 2011) è stato un filologo e critico letterario italiano.
Preside del Liceo Classico Marco Polo di Venezia, consigliere della Biennale di Venezia, è stato uno tra i più accreditati studiosi contemporanei del Settecento veneziano e della letteratura veneta.

## Biografia
Dopo aver frequentato il liceo classico Marco Polo di Venezia, si laureò in lettere all'Università di Padova nel 1960 discutendo la tesi con Carlo Diano "La gnoseologia di Epicuro". 
Dottore di ricerca in Italianistica insegnò Laboratorio di didattica della Letteratura nella Scuola Superiore di Specializzazione (SSIS) dell'Università di Venezia dal 1999 al 2007 e Storia della letteratura veneziana all'Università della Terza età del Centro storico di Venezia.
Autore di più di un centinaio di pubblicazioni di letteratura e d'arte, tra le sue opere più rilevanti, un'edizione del Cratilo di Platone, i volumi Il contingentismo di Montale e La giovinezza di Niccolò Ugo Foscolo.  Scrisse la prefazione per la traduzione spagnola dei Promessi sposi di Ángel Crespo (Los Novios , ed. Círculo de Lectores). Suoi saggi sono usciti in Lettere italiane, Ateneo veneto, Studi novecenteschi.
Fu anche autore di tre testi teatrali, Venezia 1848, Un delitto di stato. L'assassinio dei fratelli Rosselli, Una vita: Diego Valeri, rappresentati il primo nella Sala Tommaseo del Palazzo delle prigioni, nel centenario dell'insurrezione di Venezia, e gli altri due all'Auditorium di Santa Margherita.
Parallelamente agli studi letterari ha sempre svolto l'attività di critico d'arte. In questo campo ancora giovanissimo negli anni sessanta è stato con Toni Toniato fondatore della rivista "Evento". Collaborò stabilmente alle riviste "Arte In" e "Duemila" e col Centro Internazionale della Grafica. Nel campo dell'arte la sua ricerca è sempre rivolta ad indagare gli aspetti concettuali e i contenuti "filosofici" di un'opera d'arte per ricostruire la visione del mondo e della vita che ne costituisce il messaggio implicito. 
Nel 1999 ha organizzato per il Comune di Niscemi il convegno Quale arte per il terzo millennio, con la partecipazione di numerosi studiosi e critici. Rosada è stato l'autore di uno dei primi testi critici sul famoso scrittore postmoderno Dimitris Lyacos.